# Strostraat
De Strostraat is een straat in Brugge.

## Beschrijving
Een brug over de Sint-Annarei werd al in 1305 de Strobrucghe genoemd. Het straatje dat er bijna rechtover lag werd de Strostraat. Bij latere wijzigingen werd de schrijfwijze Strooistraet aangenomen, die op het einde van de 20ste eeuw weer gewijzigd werd in Strostraat.
De oorsprong van de naam is twijfelachtig. Het kan natuurlijk iets met stro te maken hebben gehad, bijvoorbeeld als daar een opslagplaats voor hooi en stro in de omtrek was. Van zo een opslagplaats is echter niets bekend.
Het is niet uit te sluiten dat de familienaam Stro hier als oorsprong zou kunnen gelden. De naam was bekend in Brugge en misschien woonde een Stro nabij de brug of in het straatje.
De Strostraat loopt van de Sint-Annarei naar de Jeruzalemstraat, in parallel met de Blekersstraat.